# 年龄歧视
年龄歧视，指一种认为老年人是生理或社会方面的弱者，并因此而歧视老年人的观点，源自持有人对老年人的刻板印象。年龄歧视可以是偶然的，也可以是系统性的。这个词最早见于1969年，由美国老人学家Robert N. Butler用来描述对老年人的歧视，与性别歧视、种族歧视归纳在同一模式下。
與此同時，雖然這個詞語也會用以形容對青少年及兒童的偏見和歧視，例如以他們年輕為由而忽視他們的意見，或者因為他們的年紀而設想他們應該以某種特定方式做事，不過這個詞語的使用主要和對待老人的方式有關。而且，有指侮辱不一定來自大家想像中的老人群體以外，被侮辱的群體內部同樣會出現這個情況。

## 各國年齡歧視

### 日本
老人遍地的日本有“老害”（ろうがい，字面理解为“令人厌恶的老害虫”）等词语专门形容那些占着社会资源却对社会毫无贡献的老年人，伴随着日本老龄化问题，“老害”一词也被广泛使用。此一詞彙亦傳入台灣使用。

### 韓國
为了对抗年龄歧视，韩国某科技公司曾出台“只招聘55岁以上老人”的政策。